# Ptychocheilus oregonensis
Ptychocheilus oregonensis (englisch Northern Pikeminnow, auch Columbia River Dace) ist ein mittelgroßer, in Nordamerika beheimateter räuberischer Karpfenfisch. 1999 wurden alle vier Arten der Gattung Ptychocheilus von Squawfish in Pikeminnow umbenannt.

## Beschreibung
Ptychocheilus oregonensis hat eine längliche spindelförmige Körperform mit langgezogener Schnauze und relativ kleinen Augen. Der Rücken ist grün bis braungrün und die Unterseite weiß bis cremefarben gefärbt. Zur Laichzeit wird häufig ein feiner weißer körniger Laichausschlag auf der Kopfpartie ausgebildet. Bei den Männchen färben sich während der Geschlechtsreife auch die Brust- und Bauchflossen gelb bis gelborange. Seine Flossenformel lautet: Dorsale 9–10, Anale 8–9.
Der Northern Pikeminnow wird normalerweise nicht größer als 20 Zentimeter. In Ausnahmefällen kann er jedoch eine Länge von 63 Zentimetern erreichen. Im Jahr 2008 wurde ein 3,6 Kilogramm schweres Exemplar aus dem Snake River gefangen. Im Columbia River und Peace River im kanadischen British Columbia werden auch Gewichte von 13 Kilogramm erreicht. Sein Lebensalter kann bis fünfzehn Jahre betragen.

## Verbreitung und Lebensraum
Ptychocheilus oregonensis ist in Flüssen der kanadischen und amerikanischen Pazifikküste beheimatet. Man findet ihn beispielsweise im Nass River, Fraser River, Skeena River, Potlatch River und Peace River (arktisches Becken) in British Columbia und Alberta/Kanada, in den US.-amerikanischen Bundesstaaten Washington, Oregon (Flusssystem des Harney River, Columbia River, Snake River), Idaho, Montana und Nevada. Der Northern Pikeminnow ist in Seen, Teichen sowie in kleinen bis größeren Flüssen verbreitet. Sie halten sich gerne in strukturierten Gewässerabschnitten wie Felsen, Abbruchkanten, tiefen Löchern etc. auf.

## Lebensweise
Der Northern Pikeminnow ernährt sich überwiegend von Fischen, ins Wasser gefallene Insekten aber auch Plankton, Insektenlarven und Krebstieren. Im Uferbereich ernährt sich der Northern Pikeminnow überwiegend von Insekten und im Freiwasser von Beutefischen. Die Weibchen werden nach sechs Jahren geschlechtsreif, die Männchen bereits nach drei oder fünf Jahren. Ein reifes Weibchen kann pro Jahr ca. 30.000 Eier legen. Die Brut ist nach dem Schlüpfen zahlreichen Räubern wie kalifornischen Mühlkoppen (Prickly Sculpin, Cottus asper) und Wassermolchen ausgesetzt.

## Nutzung
Der Northern Pikeminnow ist überwiegend ein Sportfisch für Raubfischangler. Als Speisefisch kann er verwendet werden, ist jedoch wenig geschätzt.
Da sie sich im Columbia und Snake River überwiegend von Lachsbrut ernähren, gelten sie lokal als Fischräuber von Edelfischarten.  Ihre Population stieg mit der Errichtung von Wasserkraftwerken im Columbia River stark an. In den neu entstandenen Staubecken fand der Northern Pikeminnow ideale Lebensbedingungen und gaben ihm einen Überlebensvorteil gegenüber pazifischen Lachsen und Steelhead-Regenbogenforellen. In den Bundesstaaten Washington und Oregon haben staatliche Fischereibehörden und die Bonneville Power Administration eine Belohnung zur Reduktion der Pikeminnow-Bestände ausgesetzt, damit sich die Salmoniden-Population wieder erholt. Dies hat einen Angeltourismus in der Region ausgelöst.